# Ivica Osim
Ivica Osim (født 6. maj 1941, død 1. maj 2022) var en bosnisk fodboldspiller.

## Jugoslaviens fodboldlandshold
| Jugoslaviens landshold | Jugoslaviens landshold | Jugoslaviens landshold |
| År                     | Kmp                    | Mål                    |
| ---------------------- | ---------------------- | ---------------------- |
| 1964                   | 6                      | 4                      |
| 1965                   | 1                      | 0                      |
| 1966                   | 0                      | 0                      |
| 1967                   | 3                      | 3                      |
| 1968                   | 5                      | 1                      |
| 1969                   | 1                      | 0                      |
| Total                  | 16                     | 8                      |